# Dynasty Cup 1998
Navigation
Hong Kong 1995 Japon 2003
La Dynasty Cup 1998 est la quatrième édition d'une compétition de football entre quatre équipes  d'Asie de l'Est. Cette compétition organisée au Japon du 1 au 7 mars 1998 a été remporté par le Japon.

## Équipes participantes
- Chine
- Corée du Sud
- Hong Kong Ligue XI
- Japon

## Résultats

### Phase de groupe
| Equipe             | J | V | N | D | Bp | Bc | Diff | Pts |
| ------------------ | - | - | - | - | -- | -- | ---- | --- |
| Japon              | 3 | 2 | 0 | 1 | 7  | 4  | +3   | 6   |
| Chine              | 3 | 2 | 0 | 1 | 4  | 2  | +2   | 6   |
| Corée du Sud       | 3 | 2 | 0 | 1 | 4  | 3  | +1   | 6   |
| Hong Kong Ligue XI | 3 | 0 | 0 | 3 | 1  | 7  | -6   | 0   |

| 1er mars 1998 | Japon                 | 2 – 1 | Corée du Sud      | International Stadium Yokohama, Yokohama     |                                              |
|               | Nakayama 18e · Jo 89e |       | 21e Lee Sang-yoon | Spectateurs : 59 380 Arbitrage : Ali Bujsaim | Spectateurs : 59 380 Arbitrage : Ali Bujsaim |

| 1er mars 1998 | Chine           | 1 – 0 | Hong Kong Ligue XI | International Stadium Yokohama, Yokohama         |                                                  |
|               | Zhang Enhua 59e |       |                    | Spectateurs : 40 000 Arbitrage : Masayoshi Okada | Spectateurs : 40 000 Arbitrage : Masayoshi Okada |

| 4 mars 1998 | Japon                                                       | 5 – 1 | Hong Kong Ligue XI | International Stadium Yokohama, Yokohama              |                                                       |
|             | Nakata 22e 36e (pen.) · Masuda 40e · Nanami 71e · Lopes 85e |       | 34e Tempest        | Spectateurs : 50 743 Arbitrage : Abdul Rahman Al-Zeid | Spectateurs : 50 743 Arbitrage : Abdul Rahman Al-Zeid |

| 4 mars 1998 | Corée du Sud                           | 2 – 1 | Chine       | International Stadium Yokohama, Yokohama          |                                                   |
|             | Choi Sung-yong 39e · Lee Sang-yoon 42e |       | 16e Li Bing | Spectateurs : 39 484 Arbitrage : Pirom Un-Prasert | Spectateurs : 39 484 Arbitrage : Pirom Un-Prasert |

| 7 mars 1998 | Japon | 0 – 2 | Chine          | National Stadium, Tokyo                               |                                                       |
|             |       |       | 9e 50e Li Bing | Spectateurs : 53 226 Arbitrage : Abdul Rahman Al-Zeid | Spectateurs : 53 226 Arbitrage : Abdul Rahman Al-Zeid |

| 7 mars 1998 | Corée du Sud      | 1 – 0 | Hong Kong Ligue XI | National Stadium, Tokyo                          |                                                  |
|             | Choi Yong-soo 90+ |       |                    | Spectateurs : 27 668 Arbitrage : Masayoshi Okada | Spectateurs : 27 668 Arbitrage : Masayoshi Okada |